# Иванковцы (Бердичевский район)
Ива́нковцы (укр. Іванківці) — село в Бердичевском районе Житомирской области Украины. Административный центр Иванковецкого сельского совета, в который входит также село Семёновка.
Код КОАТУУ — 1820882401. Почтовый индекс — 13362. Телефонный код — 4143. Занимает площадь 2,106 км². Адрес сельского совета: с. Иванковцы, ул. Стадионная, 1.

## География
Село Иванковцы расположено примерно в 12 км к юго-востоку от центра города Бердичева. Ближайшие населённые пункты — села Семёновка, Хажин, Гадомцы, Глуховцы.

## Население
Население по переписи 2001 года составляет 683 человека.

## Культура и образование
В селе находятся Иванковецкая средняя школа и детский сад. Также в селе расположены дом культуры и библиотека.

## Достопримечательности
В Иванковцах находится братская могила солдат, погибших в Великой Отечественной войне во время освобождения села. Также в селе расположен мемориал жертвам Голодомора 1930—1933 гг.

## Транспорт
Проезд от станции «Бердичев» Юго-Западной железной дороги на электропоезде до остановочной платформы «Иванковцы» или от пригородной автостанции на автобусе (маршрут № 117).